# Khālsā
Pour l’article homonyme, voir Tat Khalsa.
Khālsā (ਖਾਲਸਾ, mot pendjabi d'origine persane signifiant « propriété exclusive de l'empereur »), est le nom, initialement donné par Guru Gobind Singh, à l'ordre chevaleresque des sikhs qu'il créa en 1699. Par extension, le mot désigne chaque membre de cet ordre, chaque sikh (homme ou femme) qui a reçu l'ordination  en recevant l'amrit durant la cérémonie de l'Amrit Sanskar.

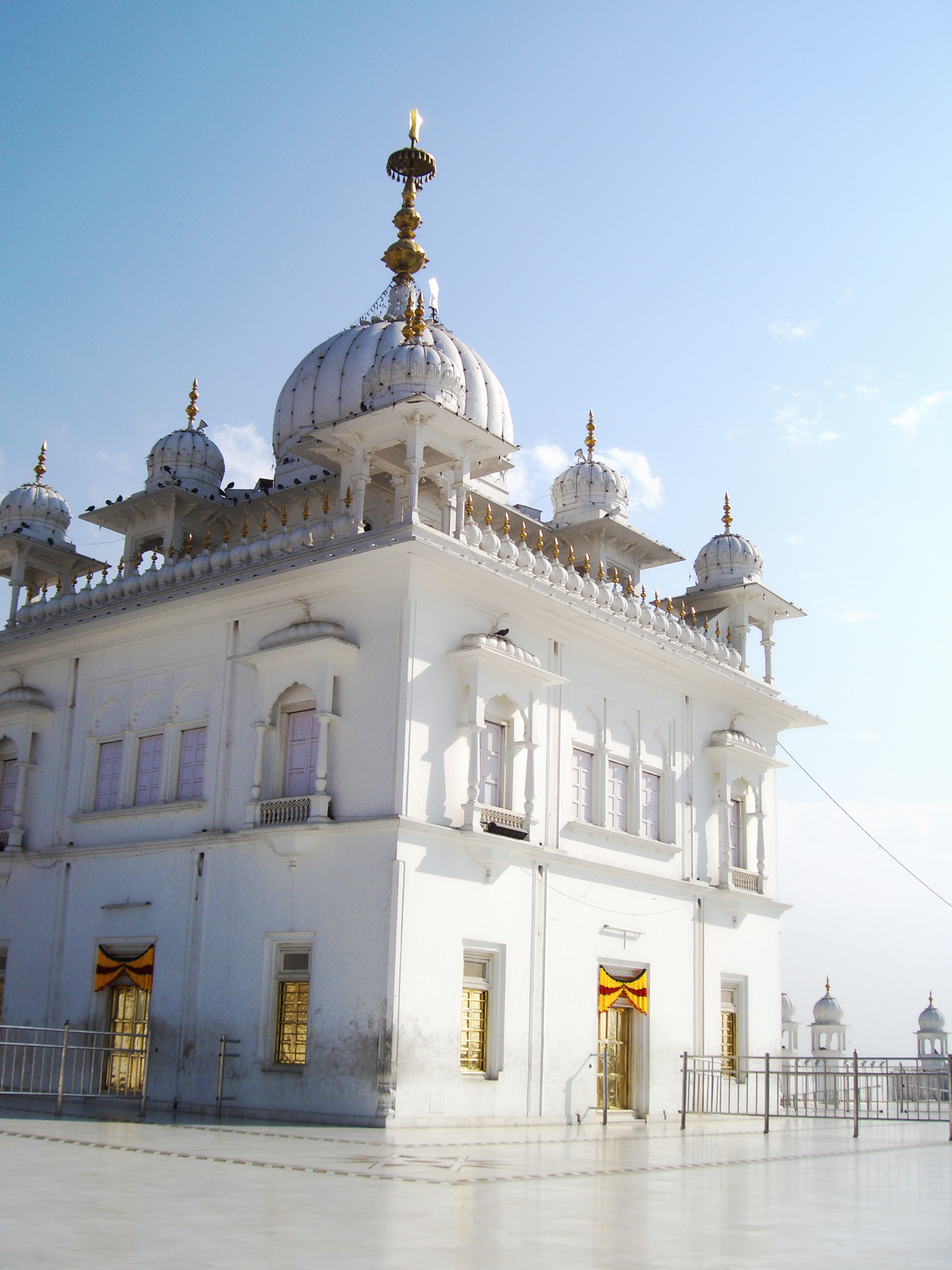
Keshgarh Sahib Gurudwara à Anandpur, Penjab, le lieu de création du Khalsa

## Naissance du Khālsā
En 1699, à l'occasion de la célébration de Baisakhi, la fête des moissons de la mi-avril, Guru Gobind Singh demande à tous ses disciples, les sikhs, de le rejoindre dans sa ville d'Anandpur, au Penjab, sur les contreforts himalayens. Il y fait dresser sa tente de campagne militaire et apparaît à ses disciples dans la tenue qu'il porte pendant ses batailles contre les armées mogholes d'Aurangzeb. Il demande alors à ses disciples de lui donner littéralement leurs têtes. Les disciples prennent peur, mais cinq d'entre eux acceptent l'un après l'autre ce sacrifice et disparaissent dans la tente du guru, avant de reparaitre devant la congrégation. Ce sont les « Panj Piyare » (les « Cinq Bien-Aimés »). Guru Gobind Singh prépare alors l'Amrit en mélangeant dans un bol de fer, avec une épée, de l'eau et une friandise sucrée (pour rappeler la douceur de l'amour divin), tout en récitant cinq prières sikhes (ou bânî). Le guru baptise alors publiquement les Cinq Bien-Aimés à l'Amrit, et ils le baptisent à son tour. C'est la première cérémonie de l'Amrit, sacrement initiatique fondamental qui, depuis lors, accueille chaque sikh (homme ou femme) qui le désire dans l'ordre du Khālsā.
À cette occasion, Guru Gobind Singh déclare qu'il fonde là le Khālsā, l'ordre des Purs qui forme l'ossature spirituelle et militaire de la communauté sikhe. Ses membres devront suivre une hygiène physique et mentale particulière, ainsi qu'un strict code d'éthique et de conduite, le Rehat Maryada. Ce code inclut le port des Cinq K.
Cet épisode fondamental dans l'histoire du sikhisme est célébré chaque année, par les sikhs du monde entier, lors du premier jour du mois de Baisakhi (le 13 avril).

## Singh et Baisakhi

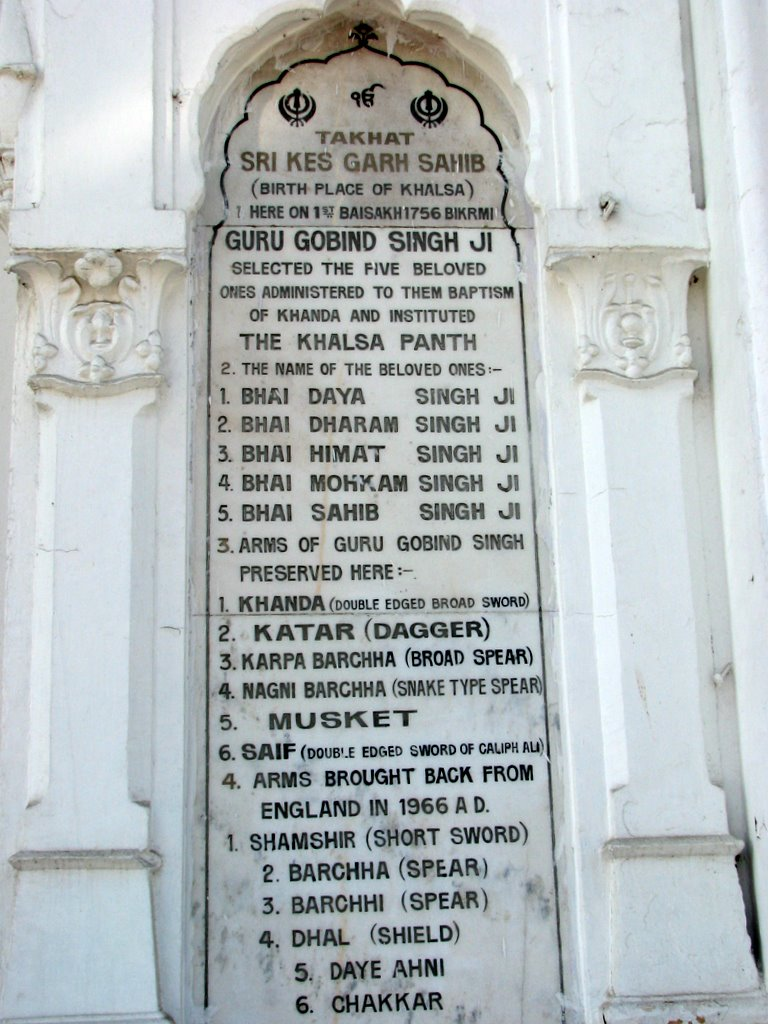
Un monument où sont gravés les cinq membres initiaux du Khalsa, à Takht Keshgarh Sahib, le lieu de naissance de l'ordre sikh.

Guru Gobind Singh demande aussi aux sikhs d'adopter le même nom de famille. Le principe est qu'au-delà de la dure ségrégation entre les castes inhérente à l'Inde, le Khālsā est une seule famille où les sikhs se reconnaissent tous comme égaux, et avec une destinée commune. Guru Gobind Singh adopte donc le nom de la noble caste des Rajpoutes (guerriers du Rajasthan) : Singh pour les hommes, et Kaur pour les femmes.
Kaur signifie « princesse » ou « lionne », tandis que Singh (du sanskrit sinha) signifie « lion » (comme dans Singapour, la ville (pur) du lion (singa)). Cependant, toutes les personnes nommées Singh ne sont pas nécessairement des sikhs : le nom est également porté par de très nombreux Indiens descendants des Rajpoutes.